# Courmont (Haute-Saône)
Courmont település Franciaországban, Haute-Saône megyében. Lakosainak száma 120 fő (2022. január 1.). Courmont Lomont, Belverne, Champey, Faymont és Saulnot községekkel határos.

## Népesség
A település népességének változása:
| Lakosok száma | 99   | 119  | 129  | 136  | 138  | 142  | 135  | 127  | 120  |
|               | 2013 | 2015 | 2016 | 2017 | 2018 | 2019 | 2020 | 2021 | 2022 |